# Nona Gaprindashvili
Nona Terentievna Gaprindashvili (3 mai 1941 à Zougdidi, Géorgie) est une joueuse d'échecs soviétique puis géorgienne. Championne du monde de 1962 à 1978, elle est la première femme à avoir obtenu le titre de grand maître international (titre mixte) en 1978.

## Championnat du monde d'échecs féminin
En 1961, à l’âge de 20 ans, Nona Gaprindashvili remporte le tournoi des candidates et affronte, pour le titre de championne du monde, la Russe Elisabeth Bykova. Elle l’emporte facilement l'année suivante (+7 -0 =4) et devient championne du monde féminin.
Elle défend victorieusement son titre en battant Alla Kushnir par trois fois en 1965, 1969 et 1972, puis Nana Alexandria en 1975. Elle surclasse sa génération, mais perd finalement son titre en 1978 contre Maia Tchibourdanidzé (+2 -4 =9).

## Autres performances

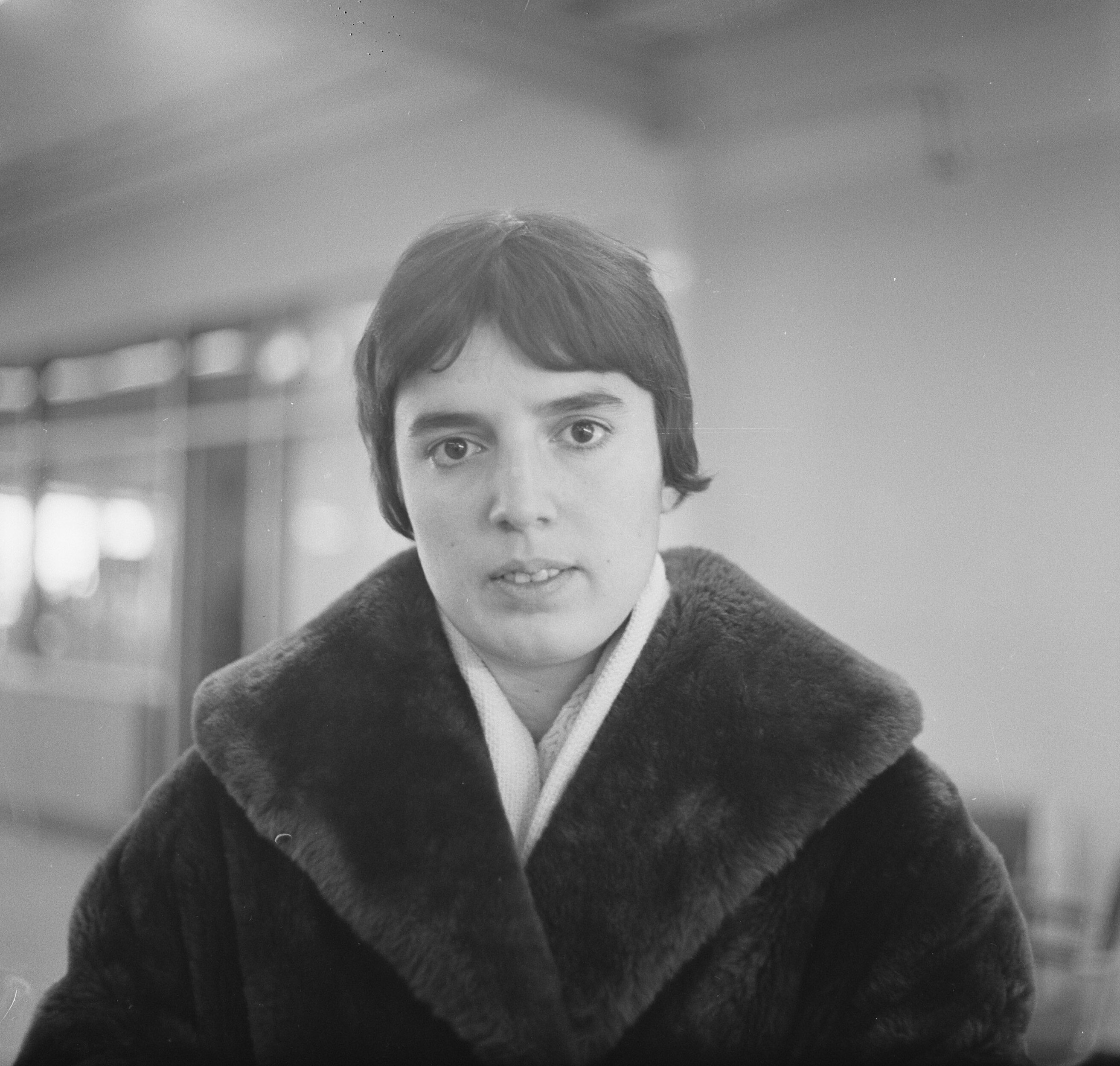
Nona Gaprindashvili en 1963.

Nona Gaprindashvili obtient le titre de grand maître international féminin en 1962.
Elle a remporté l'olympiade d'echecs à 11 reprises (10 fois avec l'URSS et une fois avec la Géorgie) entre 1963 et 1992, avec 9 médailles d'or individuelles en supplément. Ce sont deux records, hommes et femmes confondus. Gaprindashvili a remporté cinq fois le championnat d'URSS d'échecs féminin (record codétenu avec Valentina Borissenko) ainsi que le championnat du Monde féminin d'échecs des vétérans en 1995, 2009, 2014, 2015, 2016, 2018, 2019 et 2022.
Durant sa carrière, elle participe à des tournois masculins, obtenant la première place ex aequo aux tournois d'Hastings (réserve) (1964) et de Lone Pine (1977). Ce dernier exploit lui vaut l'octroi du premier titre de grand maître international de la Fédération internationale des échecs à une femme en 1978, et en dépit du fait que les critères techniques prévus pour son obtention ne sont pas remplis.

## Hommage
Son nom a été donné par la fédération internationale des échecs au trophée récompensant la nation ayant le meilleur résultat cumulé des sections open et féminine de chaque olympiade d'échecs.

## Vie privée
En 2021, Nona Gaprindashvili intente un procès à Netflix concernant la façon dont elle a été dépeinte dans la série  Le Jeu de la dame, diffusé à partir d'octobre 2020. Gaprindashvili se sent dénigrée à cause d'une mention dans la série selon laquelle elle n'aurait « jamais affronté d'hommes » en compétition, contrairement à l'héroïne fictionnelle de la série, Beth Harmon (Anya Taylor-Joy).
La procédure est conclue en 2022 par un accord entre les deux parties, la plateforme de streaming renonçant à faire appel de la décision d'une juge fédérale de Los Angeles qui estimait que l'action de Gaprindachvili était bien fondée, même si la série se voulait être une fiction.